# Facecje polskie
Facecje polskie – anonimowy polski zbiór facecji z drugiej połowy XVI wieku.
Z pierwszego wydania Facecji nie zachowały się żadne egzemplarze. Znane są wydania z 1624 oraz późniejsze, ukazujące się pod tytułami Facecje polskie abo Żartowne a trefne powieście biesiadne ... teraz znowu poprawione i przydano. Opowieść o ubogim ziemianinie, który nie miał konia, ale chodził w ostrogach, zawartą w Facecjach, wykorzystał Józef Wereszczyński w swoim dziele Gościniec pewny niepomiernym moczygębom a obmierzłym wydmikuflom świata tego.